# Нагірне (Кропивницький район)
Нагі́рне — село в Україні, у Гурівській сільській громаді Кропивницького району Кіровоградської області. Населення становить 39 осіб.

## Географія
Селом тече Балка Очеретна.

## Населення
Згідно з переписом УРСР 1989 року чисельність наявного населення села становила 61 особа, з яких 24 чоловіки та 37 жінок.
За переписом населення України 2001 року в селі мешкало 39 осіб.

### Мова
Розподіл населення за рідною мовою за даними перепису 2001 року:
| Мова       | Відсоток |
| ---------- | -------- |
| українська | 97,44 %  |
| російська  | 2,56 %   |